# 함양산삼축제
함양산삼축제는 경상남도 함양군에서 개최하는 특산물 관련 축전이다.